# Pachybrachis subfasciatus
Pachybrachis subfasciatus är en skalbaggsart som först beskrevs av J. E. Leconte 1824.  Pachybrachis subfasciatus ingår i släktet Pachybrachis och familjen bladbaggar. Inga underarter finns listade i Catalogue of Life.